# Shrivardhan
Shrivardhan é uma cidade  no distrito de Raigarh, no estado indiano de Maharashtra.

## Demografia
Segundo o censo de 2001, Shrivardhan tinha uma população de 15,187 habitantes. Os indivíduos do sexo masculino constituem 49% da população e os do sexo feminino 51%. Shrivardhan tem uma taxa de literacia de 74%, superior à média nacional de 59.5%: a literacia no sexo masculino é de 80% e no sexo feminino é de 68%. Em Shrivardhan, 12% da população está abaixo dos 6 anos de idade.